# Kriúkovo (Krasnoiarsk)
|  | Per a altres significats, vegeu «Kriúkovo». |

Kriúkovo (en rus: Крюково) és un poble del krai de Krasnoiarsk, a Rússia, que en el cens del 2010 tenia 187 habitants. Pertany al districte de Balakhtà.